# Улица Воровского (Ижевск)
Улица Воровского — улица в Первомайском районе города Ижевска. Проходит с юга на север от переулка Железнодорожного до Ботенёвского и от улицы Промышленной до Советской. Протяжённость улицы свыше 2 км. Нумерация большей части улицы ведётся в направлении с юга на север.

## История
Улица образовалась в первые годы Советской власти в связи с ростом Ижевска в восточном направлении. Впервые упоминается в документах 1924 года под названием Пятнадцатая улица. С 1926 года носит имя Вацлава Воровского, советского партийного и государственного деятеля.

## Описание
Улица Воровского располагается в Первомайском административном районе Ижевска, к юго-востоку от городского центра. Проходит в меридиональном направлении по территории Южного и Центрального жилых районов. Территорией Ижевского механического завода улица делится на два неравнозначных отрезка. Южная часть улицы Воровского протяжённостью около 900 метров проходит от Воткинской железнодорожной линии по частному сектору жилого района «Южный» между улицами Володарского и Рабочей. Отрезок заканчивается на перекрёстке с Ботенёвским переулком. Недалеко от этого перекрёстка к улице Воровского примыкает с чётной стороны юго-восточный участок улицы 40 лет ВЛКСМ.
Северный отрезок улицы начинается от перекрёстка с улицами Промышленной и Василия Чугуевского в Южном жилом районе, пересекает улицы Карла Либкнехта, Владимира Краева, Ленина и заканчивается у Дворца Спорта на перекрёстке с Советской улицей в Центральном жилом районе.

## Примечательные здания и сооружения
По нечётной стороне
- № 121 — детский сад № 24
- № 133 — детский сад № 232
- № 135 — детская городская поликлиника № 5
- № 149 — общежитие Республиканского медицинского колледжа
- № 151А — детский сад № 92

По чётной стороне
- № 108 — жилой дом, Молодёжный культурно-образовательный дом (Библиотека искусств)
- № 110, 112 — детский сад № 79
- № 114, 116 — детский сад № 242
- № 128 — 5-этажный жилой дом, стоматологическая поликлиника Городской больницы № 9
- № 130 — 5-этажный жилой дом, супермаркет «Пятёрочка»
- № 130А — детский сад № 138
- № 144 — жилой дом, супермаркет «Пятёрочка»
- № 146 — школа № 90
- № 146А — детский сад № 153
- № 150 — 9-этажный жилой дом, детская стоматологическая поликлиника
- № 158 — торговый центр «На Воровского»
- № 162 — Республиканский врачебно-физкультурный диспансер

## Транспорт

### Железнодорожный транспорт
Через начало улицы Воровского проходит однопутная Воткинская линия, на которой в 500 метрах к востоку от улицы расположена пассажирская станция Позимь Ижевского отделения ГЖД. На станции останавливаются пригородные поезда Воткинского направления.

### Городской транспорт
Общественный транспорт курсирует только по северному отрезку улицы (от Промышленной до Советской). Через улицу Воровского проходят следующие маршруты городского транспорта:
- троллейбусы № 2, 4, 6, 10, 14;
- автобусы № 25, 301, 319, 357;
- маршрутки № 45, 68, 353, 363.

Кроме того, на перекрёстке с улицей Ленина расположена трамвайная остановка «Улица Воровского» маршрутов № 2, 3, 4, 5, 10, 12.